# کارل پروبرت
کارل پروبرت (به انگلیسی: Carl Probert) (زادهٔ ۱۳ سپتامبر ۱۹۷۵) شناگر اهل فیجی است.